# Backwards
『Backwards』（バックワーズ）は、三浦大知の28枚目のシングル。2021年4月21日にSONIC GROOVEから発売された。

## 概要
CD+Blu-ray、CD+DVD、CDシングル盤の3形態リリース。
表題曲「Backwards」は2021年3月12日に各音楽配信サービスにて先行リリースされ、YouTubeにてMVが公開。同年4月9日放送の『ミュージックステーション』（テレビ朝日）にてTV初披露され、同月19日放送の『CDTVライブ!ライブ!』（TBS）では初めてフルサイズで披露された。
シングル発売日の21日には、YouTube Liveにて、三浦がシングル曲の試聴と「Backwards」の振付解説をする動画が生配信された。動画には、三浦の楽曲でダンサー・振付を担当してきたShingo Okamotoも出演した。TwitterやInstagramに多くのファンが「#Backwards_dance」のハッシュタグを付けてダンス動画を投稿するなど、話題となった。翌22日には「Dance Edit Video」がYouTubeにて公開された。
カップリング曲「About You」は3月31日に先行リリースされ、コレオビデオがYouTubeにて公開された。
「Spacewalk」は、シングル発売から1か月後の5月21日にYouTubeにてMVが公開され、7月14日には『2021 FNS歌謡祭 夏』（フジテレビ）にてTV初披露された。
「Didn't Know」は、8月16日放送の『CDTVライブ!ライブ!』にてフルサイズでTV初披露され、放送後、7月8日に開催された『DAICHI MIURA FAN CLUB ONLINE EVENT 2021 TOP 10 / DAY 1』でのパフォーマンス映像がYouTubeにて公開された。

## 受賞・評価

### 受賞
Backwards
- MTV Video Music Awards Japan 2021 最優秀振付け賞[13]
- 第63回日本レコード大賞 優秀作品賞[14]

### 評価
- ローリングストーンジャパンのs.h.i.は本作について「リスナーの咀嚼力を信用した上での挑戦的な姿勢」と語り、「アーティストとしての実力や持ち味も素晴らしい。広く聴かれるべき傑作」と評価した[15]。

## 収録曲
| #         | タイトル        | 作詞         | 作曲         | 時間  |
| --------- | --------------- | ------------ | ------------ | ----- |
| 1.        | 「Backwards」   | Nao'ymt      | Nao'ymt      | 5:10  |
| 2.        | 「About You」   | Nao'ymt      | Nao'ymt      | 5:36  |
| 3.        | 「Spacewalk」   | Daichi Miura | UTA 三浦大知 | 3:34  |
| 4.        | 「Didn't Know」 | 三浦大知     | UTA 三浦大知 | 4:04  |
| 合計時間: | 合計時間:       | 合計時間:    | 合計時間:    | 18:24 |

| #  | タイトル                     | 作詞 | 作曲・編曲 |
| -- | ---------------------------- | ---- | ---------- |
| 1. | 「Backwards -Music Video-」  |      |            |
| 2. | 「About You -Choreo Video-」 |      |            |

## 映像作品

### Backwards -Music Video
監督
須永秀明
振付
三浦大知
ダンサー
PURI、Shingo Okamoto、Taabow、Macoto、KAJ1、Kyo

### About You -Choreo Video-
監督
シミズヒロタカ
振付
三浦大知
ダンサー
Miu Ide、Ami

### Didn't Know -Performance Video Front Row Ver.-
振付
三浦大知, Shingo Okamoto
ダンサー
PURI, Shingo Okamoto, Taabow, Daiki

## タイアップ
Backwards
「SPORTS DEPO / Alpen adidas CASUAL Collection 2021 Spring/Summer」キャンペーンソング

## 収録アルバム
| 曲名        | 収録アルバム                                                                     | 発売日        | 備考                 |
| ----------- | -------------------------------------------------------------------------------- | ------------- | -------------------- |
| Backwards   | 『DAICHI MIURA DOCUMENTARY 2019-2023 + SINGLE COLLECTION 2018-2023 “COLOR___S”』 | 2023年4月26日 | シングルコレクション |
| About You   | 『DAICHI MIURA DOCUMENTARY 2019-2023 + SINGLE COLLECTION 2018-2023 “COLOR___S”』 | 2023年4月26日 | シングルコレクション |
| Spacewalk   | 『DAICHI MIURA DOCUMENTARY 2019-2023 + SINGLE COLLECTION 2018-2023 “COLOR___S”』 | 2023年4月26日 | シングルコレクション |
| Didn't Know | 『DAICHI MIURA DOCUMENTARY 2019-2023 + SINGLE COLLECTION 2018-2023 “COLOR___S”』 | 2023年4月26日 | シングルコレクション |